# Bessingham
Bessingham – wieś w Anglii, w hrabstwie Norfolk, w dystrykcie North Norfolk. Leży 30 km na północ od Norwich i 179 km na północny wschód od Londynu.